# Greater London Authority
Greater London Authority (GLA) je správní instituce Velkého Londýna, který se skládá z 32 městských obvodů a City. Tato organizace je tvořena přímo voleným starostou (Mayor of London) a 25členným Londýnským shromážděním (London Assembly).

## Účel
GLA byla vytvořena aby zlepšila koordinaci různorodých městských částí a jednou z rolí starosty je reprezentace Londýna. Starosta předkládá návrh činnosti a rozpočtu GLA a jmenuje členy vedení strategické městské dopravní instituce – Transport for London a organizace pro ekonomický rozvoj – London Development Agency.
Jednou z hlavních činností shromáždění je kontrola dodržování rozpočtu a aktivit a rozhodnutí starosty.
GLA je třeba odlišit od správního orgánu finančního centra Londýna - City - City of London Corporation a starosty City, který plní víceméně ceremoniální funkce. Zatímco GLA je založena na moderních základech, systém správy City se téměř nezměnil od dob středověku a zastupuje především zájmy finančního sektoru.

## Historie
V roce 1986 byla zrušena správní instituce Greater London Council. Hlavním důvodem byly rozpory mezi konzervativní vládou vedenou Margaret Tchatcherovou a GLC vedeným v té době Kenem Livingstonem – reprezentujícím levé křídlo Labouristické strany – prosazujícím vysoké výdaje. Snahy o zrušení GLC vycházely i z rad městských částí Vnějšího Londýna, které byly přesvědčeny, že jsou schopny zajistit funkce GLC samy.
Po zrušení GLC byly převedeny některé strategické funkce na orgány kontrolované vládou nebo na společné úřady jmenované radami městských obvodů. Některé činnosti byly převedeny na samotné rady městských obvodů. Dalších 14 let neexistovala volená instituce, která by spravovala Londýn jako celek.
Labouristická strana prosazovala záměr vytvořit správní orgán s přímo voleným starostou a voleným shromážděním, které bude kontrolovat činnost starosty a jeho úřadu. Vzorem tohoto modelu bylo uspořádání správy amerických měst. Po vítězství Labouristické strany ve volbách roku 1997, byl tento záměr zpracován do dokumentu – A Mayor and Assembly for London.
Spolu s volbami do rad městských částí v květnu 1998 se konalo referendum o ustavení GLA. Tento záměr byl schválen 72% voličů. Zákon o vzniku GLA – Greater London Authority Act 1999 byl schválen Parlamentem a obdržel královský souhlas v říjnu 1999. GLA byla formálně ustanovena 3. července 2000.

## Funkce
GLA má většinu, ale ne všechny pravomoci, které měl předchozí GLC. Například správa bytového fondu, která patřila do pravomoci GLC, není v náplni GLA. Přesto má GLA některé nové pravomoci oproti GLC, například jmenování členů vedení Metropolitní policejní správy, která řídí policii v oblasti Velkého Londýna.
Oblasti, které spravuje GLA:

### Doprava
GLA zodpovídá za londýnskou městskou hromadnou dopravu prostřednictvím instituce Transport for London (TfL). Starosta jmenuje členy správní rady TfL a koncipuje strategii, kterou TfL realizuje. TfL má rovněž určité zodpovědnosti v udržování hlavních komunikací a řízení dopravy.

### Policie
GLA zodpovídá za policejní činnost v metropoli, která je řízena Metropolitní policejní správou ( Metropolitan Police Authority – MPA). MPA je tvořena členy Londýnského shromáždění, členy jmenovanými starostou a nezávislými úředníky. Před rokem 2000 patřila policejní činnost pod správu Ministerstva vnitra.

### Požární ochrana a záchranná služba
GLA zodpovídá za řízení Londýnského požárního sboru (London Fire Brigade) a koordinaci civilní ochrany v Londýně. Tato činnost je řízena institucí pro plánování požární a záchranné služby – London Fire and Emergency Planning Authority (LFEPA). LFEPA je tvořena členy Londýnského shromáždění a členy rad jednotlivých městských obvodů a je zodpovědná starostovi.

### Územní plánování
GLA je zodpovědná za územní plánování v oblasti Velkého Londýna. Starosta vytváří strategický záměr – London Plan. Jednotlivé rady městských obvodů jsou právně omezené tímto dokumentem. Starosta má právo zrušit rozhodnutí jednotlivých částí, pokud je přesvědčen, že toto rozhodnutí je v protikladu k zájmu Londýna jako celku.

### Ekonomický rozvoj
Starosta jmenuje členy rady Londýnské rozvojové agentury (London Development Agency) – organizace zodpovědné za strategii ekonomického rozvoje Londýna.

## Starosta Londýna
Pro starostu Londýna je občas používán pojem London Mayor aby se zmenšila možnost záměny s pojmem Lord Mayor of London, který se vztahuje na starostu City a který plní spíše ceremoniální povinnosti.
Starosta Londýna je volen na dobu čtyř let. V prvních volbách v květnu 2000 a poté v roce 2004 zvítězil Ken Livingstone, v květnu 2008 byl zvolen konzervativec Boris Johnson. Od roku 2016 je starostou Londýna Sadiq Khan.
Mezi projekty londýnského starosty patří například poplatek za průjezd soukromých aut centrem Londýna v pracovních dnech (Congestion charge) a registrované partnerství dvojic stejného nebo opačného pohlaví (London Partnerships Register), které sice nemá právní důsledky ale bylo základem pro projednávání této problematiky v Parlamentu.

## Londýnské shromáždění
Londýnské shromáždění je volený orgán, který kontroluje činnost GLA a starosty Londýna. Má právo kontrolovat starostu a jeho úřad, pozměňovat rozpočet a iniciovat návrhy.
Shromáždění má 14 členů volených v jednotlivých volebních obvodech a dále 11 členů volených z kandidátek jednotlivých politických stran.
Rozdělení Velkého Londýna na jednotlivé volební obvody do Londýnského shromáždění:

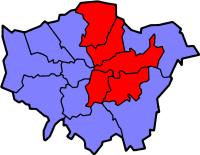
Rozdělení Velkého Londýna na jednotlivé volební obvody do Londýnského shromáždění. Rozdělení politických preferencí ve volbách roku 2004

- Barnet a Camden,
- Bexley a Bromley
- Brent a Harrow
- City a East
- Croydon a Sutton
- Ealing a Hillingdon
- Enfield a Haringey
- Greenwich a Lewisham
- Havering a Redbridge
- Lambeth a Southwark
- Merton a Wandsworth
- North East
- South West
- West Central